# Krabber
 For alternative betydninger, se Krabbe (adelsslægter). (Se også artikler, som begynder med Krabbe (adelsslægter))
Krabber (Brachyura) hører til gruppen af tibenede krebsdyr, hvilket vil sige, at den har ti lemmer: 2 klosakse og 4 par ganglemmer. Krabben har en formindsket bagkrop, som den bærer slået op under forkroppen eller brystet
Krabber varierer meget i størrelse; alt fra 5 mm op til 30 cm. Den japanske storsnudede krabbes ben spænder over 2½ m. 
Krabbers primære føde består af ådsler, men de kan også aktivt finde føde ved at fange f.eks. fisk. 
Krabber løber sidelæns, fordi de er bredere, end de er lange, og derfor giver det mindre vandmodstand at løbe sidelæns end fremad.
Krabber kan på grund af kroppens form løbe hurtigere sidelæns end fremad. Når krabber er nødt til at være så brede og flade, så er det for, at de hurtigt kan grave sig ned, i sandbunden.
Krabber har 2 peniser/vaginaler.

## Overfamilier
- Sectio Dromiacea

- Dakoticancroidea †
- Dromioidea
- Eocarcinoidea †
- Glaessneropsoidea †
- Homolodromioidea
- Homoloidea

- Sectio Raninoida
- Sectio Cyclodorippoida
- Sectio Eubrachyura
  - Sub-sectio Heterotremata

- Aethroidea
- Bellioidea
- Bythograeoidea
- Calappoidea
- Cancroidea
- Carpilioidea
- Cheiragonoidea
- Componocancroidea †
- Corystoidea
- Dairoidea
- Dorippoidea
- Eriphioidea
- Gecarcinucoidea
- Goneplacoidea
- Hexapodoidea
- Leucosioidea
- Majoidea
- Orithyioidea
- Palicoidea
- Parthenopoidea
- Pilumnoidea
- Portunoidea
- Potamoidea
- Pseudothelphusoidea
- Pseudozioidea
- Retroplumoidea
- Trapezioidea
- Trichodactyloidea
- Xanthoidea

- - Sub-sectio Thoracotremata

- Cryptochiroidea
- Grapsoidea
- Ocypodoidea
- Pinnotheroidea